# Cruria synopla
Cruria synopla är en fjärilsart som beskrevs av Turner 1903. Cruria synopla ingår i släktet Cruria och familjen nattflyn. Inga underarter finns listade i Catalogue of Life.